# Атис (персонаж Энеиды)
Атис (лат. Atys) — персонаж поэмы Вергилия «Энеида». Товарищ Аскания и предок римского плебейского рода Атиев, из которого происходила Атия — мать императора Октавиана Августа.

## Атис в «Энеиде»

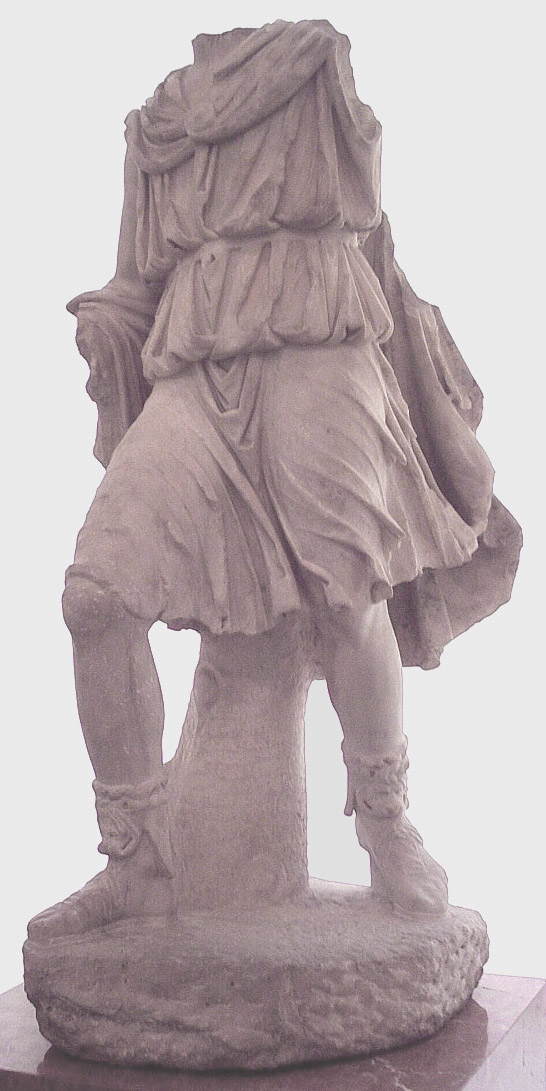
Статуя Аскания из Августы Эмериты

Атис упоминается в поэме только один раз, во время повествования, в пятой главе, о троянских играх — соревнования подростков-всадников. Он изображен вожаком второй из трех турм, наряду с Асканием и Приамом, сыном Полита. Атис назван товарищем Аскания и предком рода Атиев. Все троянские юноши на играх носили золотые украшения — венец на голове и торквес на шее, вооружены они были двумя окованными железом копьями.

Атис — ведут от него латиняне Атии род свой

Атис, Аскания друг, пред вторым красуется строем.
Оригинальный текст (др.-греч.)alter Atys, genus unde Atii duxere Latini,
parvus Atys pueroque puer dilectus Iulo..

## Оценки ученых
Немецкий исследователь Конрад Трибер считал, что Атис был включен в поэму, чтобы повысить престиж плебейского рода Атиев, из которого происходила Атия Бальба — мать императора Октавиана Августа. Другим примером такого прославления было включение Атиса Сильвия в список королей Альба-Лонги. Легендарные предки Атиев могли быть созданы придворными поэтами в ответ на пропаганду Марка Антония, который высмеивал незнатность родственников Октавиана Августа со стороны матери. Как отмечал историк Александр Грандаззи, Вергилий не мог включить в поэму альбанского царя из-за хронологического несоответствия, поэтому Атис изображен как товарищ Аскания. По мнению антиковеда Руурда Науты, Вергилий мог взять историю о происхождении рода Атиев из книги «De familiis Troianis» Варрона и Гигина.
Исследователь Луис Фельдман, рассматривая образ Аскания в «Энеиде», указал, что во время взросления мальчик должен был заводить друзей. Поэтому Вергилий для реалистичности ввел образ детского товарища Аскания. Также Луис Фельдман отмечал, что персонаж Атия нужен был Вергилию, чтобы показать различие в судьбе двух троянских царевичей — Астианакта и Аскания. Если сына Гектора друзья предали, то Асканий был окружен верными товарищами, такими как Атис и Эвриал. По мнению антиковеда Чарльза Кнаппа, товарищеские отношения Атия и Аскания должны были символизировать близость родов Юлиев и Атиев. Учёный Майкл Патнэм считал, что отношения Атия и Аскания носили эротический характер, что Вергилий подчёркивал следующим сразу описанием сына Энея — «Юл — прекраснее всех» (лат. forma… ante omnis pulcher Iulus). Исследователь считал, что образ Атия связан с фригийским божеством Аттисом, а от него и с Ганимедом — любовником Зевса. Руурд Наута более подробно рассмотрел связь Атиса с Аттисом, который был любимцем матери богов Кибелы. Исследователь отметил сходство имени троянского юноши с именем сына последнего лидийского царя Крёза и именем галла из Греческой антологии, который путешествовал из Фригии в Лидию. Также Руурд Наута пытался отождествить золотые торквесы троянских юношей с украшениями галлов, но пришёл к выводу, что они не имеют ничего между собой общего и что торквесы, изображённые у Вергилия, это просто военная награда. Ей римляне награждали солдат за необычайную доблесть и она является признаком влияния на римлян восточной культуры.
Исследовательница Анна Роджерсон указывала, что юноши (лат. parvus) Атис и Приам, сын Полита нужны Вергилию, чтобы показать связь между героями Троянского цикла и римлянами, считавшими себя их потомками. На эту их роль указывает эпизод, когда, во время приветствия всадников, троянцы заметили у юношей черты лица их предков. Как и их товарищ Асканий, троянские юноши становятся предками римских и итальянских родов, таким образом связывая Трою с Италией и становясь символом смешанного происхождения самих римлян.